# 粟塘站
粟塘站，工程名为京珠东站，位于中华人民共和国湖南省长沙市雨花区万家丽中路与劳动东路交叉口地下，是长沙地铁4号线的地铁车站，于2019年5月26日开通。

## 车站结构

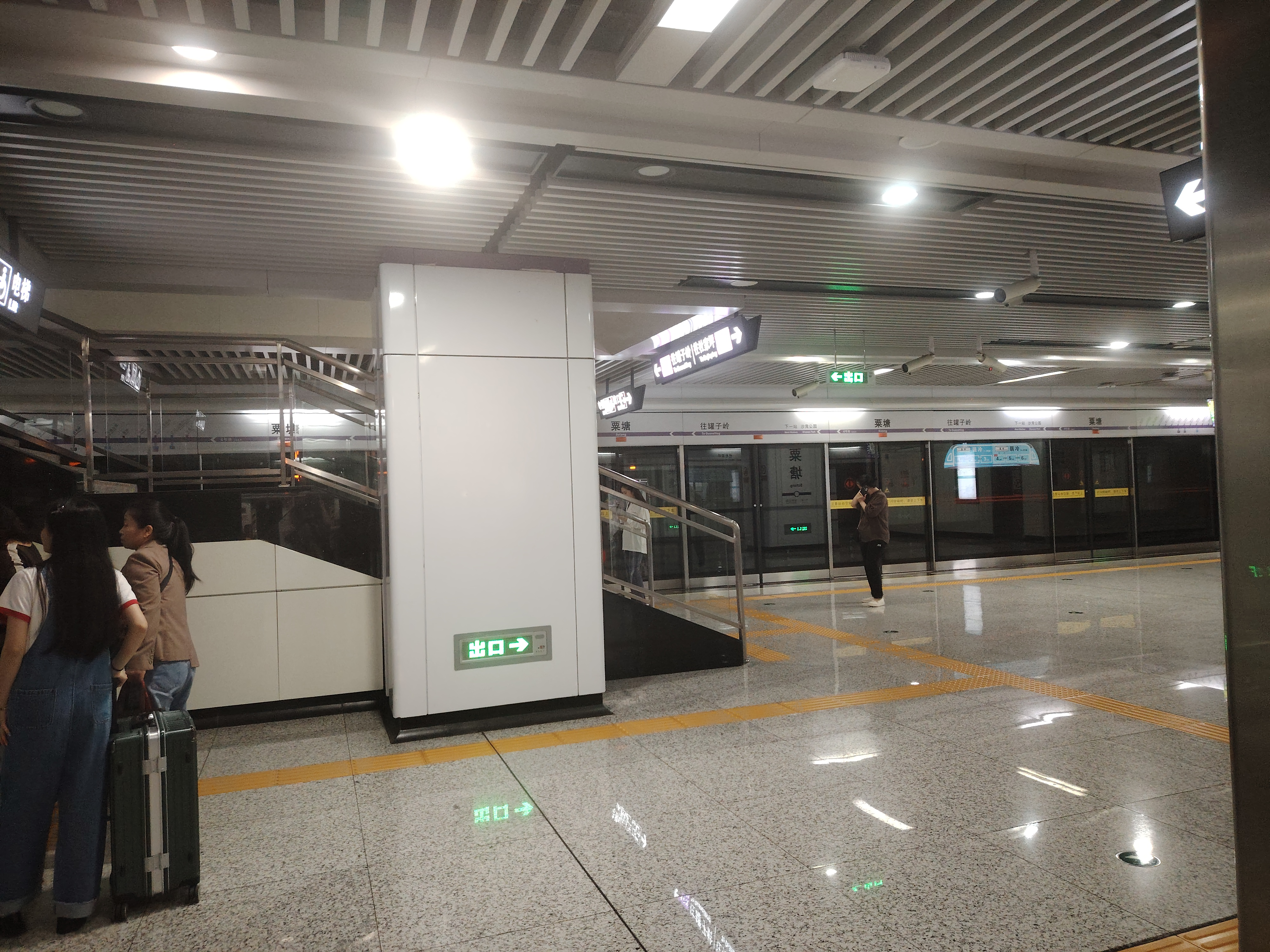
站台

本站沿劳动东路东西向布置，是地下岛式车站。